# Коссакі-Надбельне
Коссакі-Надбельне (пол. Kossaki Nadbielne) — село в Польщі, у гміні Рутки Замбровського повіту Підляського воєводства.
Населення — 113 осіб (2011).
У 1975-1998 роках село належало до Ломжинського воєводства.

## Демографія
Демографічна структура станом на 31 березня 2011 року:
|          | Загалом | Допрацездатний вік | Працездатний вік | Постпрацездатний вік |
| -------- | ------- | ------------------ | ---------------- | -------------------- |
| Чоловіки | 64      | 9                  | 48               | 7                    |
| Жінки    | 49      | 13                 | 26               | 10                   |
| Разом    | 113     | 22                 | 74               | 17                   |